# Stakkfell (berg i Island, Västlandet)
Stakkfell är ett berg i republiken Island. Det ligger i regionen Västlandet, 110 km nordväst om huvudstaden Reykjavík. Toppen på Stakkfell är 844 meter över havet.
Runt Stakkfell är det mycket glesbefolkat, med 2 invånare per kvadratkilometer. Närmaste större samhälle är Ólafsvík, omkring 16 kilometer väster om Stakkfell. Trakten runt Stakkfell består i huvudsak av gräsmarker.